# Безенцоне
Безенцо̀не (на италиански: Besenzone, на местен диалект Bsinsòn, Бъзинсон) е село и община в северна Италия, провинция Пиаченца, регион Емилия-Романя. Разположено е на 48 m надморска височина. Населението на общината е 989 души (към 2010 г.).